# Гай Мемий Регул
Гай Мемий Регул (на латински: Gaius Memmius Regulus) е политик на Римската империя по времето на император Нерон.

## Биография
Син е на Публий Мемий Регул (суфектконсул 31 г.), който отстъпва втората си съпруга Лолия Павлина през 38 г. на император Калигула. От 35 до 44 г. баща му е управител на провинциите Мизия, Македония и Ахея и Гай Мемий служи при него.
През 63 г. Гай Мемий е консул от януари до юни заедно с Луций Вергиний Руф. През 65 г. той е magister sodalium Augustalium Claudialium.